# 鴨緑丸
鴨緑丸（おうりょくまる）は、かつて大阪商船が所有し運航していた貨客船である。大阪商船の大阪大連線（大連航路）用として建造され、実際に航路に就航した船としては最後の船であった。太平洋戦争中は船舶運営会管理下で貨客船としてのほか、陸軍および海軍の配当船としても行動した。連合国側からは、いわゆる「ヘルシップ（地獄船）」の一隻として認知されている。

## 概要
黒龍丸級貨客船の二番船として三菱長崎造船所で建造された。当初予定されていた船名は松花江にちなんだ「松花丸」であったが、のちに「鴨緑丸」に改められた。1936年（昭和11年）12月5日に起工し、1937年（昭和12年）4月27日に進水式を迎える。しかし、その進水式当日にハプニングが起こる。式は昼ごろに予定されており、そのための点検が朝から行われていた。しかし、船体の滑り止めの役割を果たすトリガーの試験中に突然船体が滑走をはじめ、そのまま海に浮かんでしまった。このハプニングを受け、長崎造船所側は副長を旅館に宿泊中の大阪商船村田省蔵社長の下に詫びに行かせたが、これに対し村田は「そりゃよかった。怪我人はないか、母体を出るのが待ち切れずお産が早かったのだからお目出度いことではないか」と言って事故を不問とした。竣工は昭和12年9月30日である。
大連航路の最新鋭船として内装も華麗を極め、秋草模様のエッチングガラスなどで装飾されていた。竣工後の10月20日に処女航海のため神戸港を出港し、以降12日間隔で就航。「鴨緑丸」の就航で大連航路全体の就航船は10隻を数え、月間25回の定期航海を行うようになった。しかし、この時にはすでに日中戦争が勃発しており、徴傭船が出た影響で航路就航船が5隻に減少。南満州鉄道系の大連汽船からの用船のほか、「あるぜんちな丸」（12,755トン）や「報国丸」（10,438トン）、「西貢丸」（5,350トン）、「りおでじゃねろ丸」（9,627トン）など世界情勢の影響による遠洋航路からの撤退船を大量に投入して航路の維持を図った。それでも戦乱の影響は止まらず、1942年（昭和17年）初頭の時点では「鴨緑丸」を含む5隻11航海の規模で定期を維持するのがやっとの状態だった。昭和17年4月の船舶運営会設立を期に翌5月に航路そのものを船舶運営会に移管。以降も1943年（昭和18年）7月ごろまでは大連航路に就航したが、当時の使用船は「鴨緑丸」と「大連丸」（大連汽船、3,748トン）だけで昔日の賑やかさはなかった。8月からは台湾航路に転じて神戸と基隆間に就航したが、道中は海防艦など艦艇の護衛がついて物々しい航海となった。海軍配当船に指定された正確な時期は定かではないが、1944年（昭和19年）2月の時点では海軍配当船に指定されており、台湾航路で兵器や人員輸送にも任じていた。
1943年（昭和18年）10月25日、「鴨緑丸」は貨客船「富士丸」（日本郵船、9,138トン）および「賀茂丸」（日本郵船、8,524トン）とともにマ08船団を編成し、駆逐艦「汐風」の護衛により基隆を出港して日本本土へ向かう。しかし、10月27日未明に北緯28度25分 東経130度02分 / 北緯28.417度 東経130.033度の奄美大島曽津高崎灯台西方海域で、アメリカの潜水艦グレイバック (USS Grayback, SS-208) とシャード (USS Shad, SS-235)の2隻に発見された。0時27分、「賀茂丸」にシャードからの魚雷が1本命中し、賀茂丸は沈没を防ぐべく応急修理の上、22時30分ごろに修理のため奄美大島久慈湾に座礁した。次いで6時20分、「賀茂丸」から脱出した乗船者の収容作業を行うため停止していた「富士丸」の後部にグレイバックからの魚雷が2本命中し、「富士丸」は6時45分に沈没した。船団中唯一健在の「鴨緑丸」は、「富士丸」遭難者の救助を行ったのち一旦避退し、「汐風」はそのまま救助を続行した。「鴨緑丸」が進路を戻して航行中の12時25分にグレイバックの射程内に入り、魚雷が1本命中したが幸いにして不発に終わったものの、「汐風」は救助を中止。10月28日に2隻は門司に入港した。
1944年（昭和19年）4月下旬からは新潟と羅津の間航路に転じ、7月12日まで就航する。7月12日付で陸軍配当船となり、8月10日伊万里湾出港のヒ71船団に加入して南に下る。馬公でヒ71船団と離れて基隆に向かい、8月18日に到着。翌19日に陸軍配当船を解除され、9月から10月下旬にかけては台湾航路に戻り、10月4日と12日、13日に空襲に遭いながらも一往復半の航海を行った。11月の大半を門司、宇品と釜山間での第十師団および第二十三師団からの歩兵連隊の輸送に費やしたあと、11月25日門司出港のヒ83船団に加入。11月30日に高雄到着後編成替えが行われ、「鴨緑丸」は同じく第十師団および第二十三師団の将兵を乗せた輸送船とともにタマ35船団を編成し、12月5日に高雄を出港して敵襲を避けるべく島影に隠れたり欺瞞航路を進みながら12月11日に無傷でマニラに入港した。
タマ35船団の加入船のうち、「鴨緑丸」のみは日本への帰還命令を受ける。すでにレイテ島の戦いも大勢が決し、アメリカ第38任務部隊（ジョン・S・マケイン・シニア中将）や第7艦隊（トーマス・C・キンケイド中将）も依然ルソン島近海で行動して、これに対し陸海軍の特攻隊が連日のように突入を繰り返している状況だった。「鴨緑丸」は「最後の引揚げ船」として、ルソン島から引き揚げる日本人、遭難船員、そして約1,600名の捕虜合わせておよそ3,500名を乗せ、駆逐艦「桃」および駆潜艇に護衛されて12月13日夕刻にマニラを出港する。慌しい出港で、石炭庫内の石炭をならさないまま出港したため船体が左に傾いた状態だった。「鴨緑丸」はマニラ港外で一晩過ごしたあと、翌12月14日から航行を再開する。しかし、航行再開から4時間後に第38任務部隊の艦載機が飛来し、銃爆撃を繰り返す。当時の「鴨緑丸」は砲3門と機銃12基を装備し、12月14日の攻撃では「8機撃墜、4機撃破」の戦果を報じる。12月15日も空母ホーネット (USS Hornet, CV-12) 艦載機の空襲を受け、ついに被弾。被弾によって火災が発生するが、乗組員、高砂義勇隊など将兵および捕虜が協力して消火に努めるも、石炭の偏載に加えて被弾による浸水により大きく傾いた「鴨緑丸」は、スービック湾内オロンガポに退避して、捕虜や便乗者などを上陸させた。上陸した乗組員などが見守る中、「鴨緑丸」は火に包まれた末に16時15分に横転してついに沈没していった。

## 地獄船
「鴨緑丸」がいわゆる「地獄船」として認識されるようになった由縁はおおよそ以下のとおりである。

### 捕虜のマニラ集合
沈没時、「鴨緑丸」には日本人乗船者のほかに、1619名あるいは1622名の連合軍兵士などの捕虜が乗船していた。内訳は以下のとおりであった。
- アメリカ軍兵士および抑留中のアメリカ国民：1556名[34]
- イギリス軍兵士：35名[34]
- オランダ軍兵士：15名[34]
- アメリカ軍協力者：16名[34]

それより先のレイテ島の戦いが始まったころ、これまでカバナツアンとダバオにいた捕虜および抑留者が、日本への最終輸送を目的としてモンティンルパのニュー・ビリビッド刑務所に集合させられた。最終的に日本へ輸送する段階になった時、捕虜らは長時間かけて徒歩によりビリビッドからマニラに移動する。比島俘虜収容所本所所長、第十四方面軍兵站監として捕虜の処置に関わっていた洪思翊陸軍中将は、のちにマニラ軍事法廷で徒歩で移動させたことを認めているが、一部はトラックで輸送したことも証言している。長期の徒歩による連行の末にマニラに到着した捕虜らは、マニラ港第7桟橋から「鴨緑丸」に乗船した。この由来から、マニラ港第7桟橋は「ミリオンダラー・ピア」との俗称がつけられた。

### 「鴨緑丸」乗船

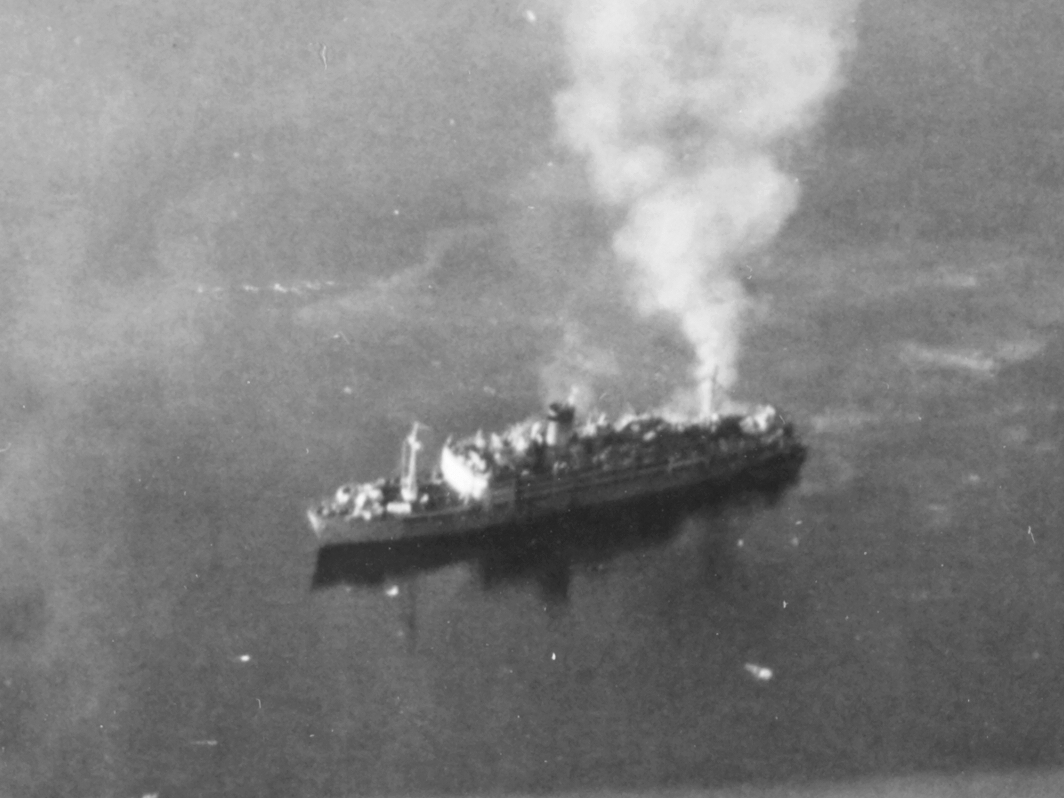
空襲を受け炎上する「鴨緑丸」

捕虜は第1船倉に約600名、第2船倉に200名、そして第3船倉には約800名が収容された。船倉内は雑魚寝で寝るようになっている以外は何も設備はなく、トイレは使用は自由だったものの、その場所は船倉内ではなく甲板であった。捕虜の船倉への移動に対しては、都子野順三郎陸軍大尉指揮下の30名ないし40名の警備兵をあてた。捕虜として乗船した人物の証言では、乗船完了と同時に船倉にあるハッチの扉が閉められたため、船倉内では便所がない状態となり、4個のバケツで代用したが、1時間後には排泄物で埋まってしまったという。都子野大尉はまた洪中将から、捕虜に適度な運動をさせたり甲板を移動できる措置を与えるよう命令を出されていた。この状態のまま12月13日夕刻にマニラを出港して港外で一夜を明かすこととなるが、過度の密集状態の末、夜が明けるまでに早くも一部の捕虜の中から、窒息死や圧死で命を落とす者が50名ばかり現れた。洪中将も「彼らの状態は決して「楽」と言える状態でないこと」に気づいていたようであったが、評論家で洪中将の評伝『洪思翊中将の処刑』を執筆し、自身もアメリカ軍による捕虜輸送経験のある山本七平は、捕虜を船倉に押し込めることについて、日本側の通常の軍隊輸送船はおろかアメリカ軍による捕虜輸送船も同じようなものであったと回想し、裁く側が船倉のことにこだわったのは「自分たちの基準」で計ったからとしている。
翌12月14日未明に航行を再開した「鴨緑丸」は前述のように第38任務部隊艦載機の猛攻により沈没した。茶園義男の調査によれば、「鴨緑丸」空襲時の死者492人・オロンガポ待機中の死者10人・サンフェルナンドでの殺害15人・台湾到着までの死者8人・「江ノ浦丸」空襲時の死者400人・門司到着までの死者75人となっている。また、都子野大尉の手記によれば、「鴨緑丸」からの捕虜退去中に激しい空襲を受けた際、捕虜が乗船中であることを示そうとシーツで甲板に“PW”（捕虜の略語）の文字を書いたが爆撃と機銃掃射は続き、捕虜とともに大声を上げて手を振るなどするうちに、艦載機のうちの1機が気付いて翼で僚機に対して合図を送り、これによりようやく「鴨緑丸」への攻撃が止んだ。待機場所のオロンガポには陸軍部隊が不在で、海軍部隊と交渉を重ねて若干の米と塩を借用し、炊事が空襲で妨害されるためやむを得ず生の状態で捕虜に支給したという。ヒ72船団における輸送船「楽洋丸」（南洋海運、9,418トン）やマタ30船団における輸送船「阿里山丸」（三井船舶、6,886トン）での事例とは異なり、「鴨緑丸」からは多くの捕虜が脱出に成功したが、脱出した捕虜の前途には数々の苦難が待ち受けていた。

### 捕虜の移動

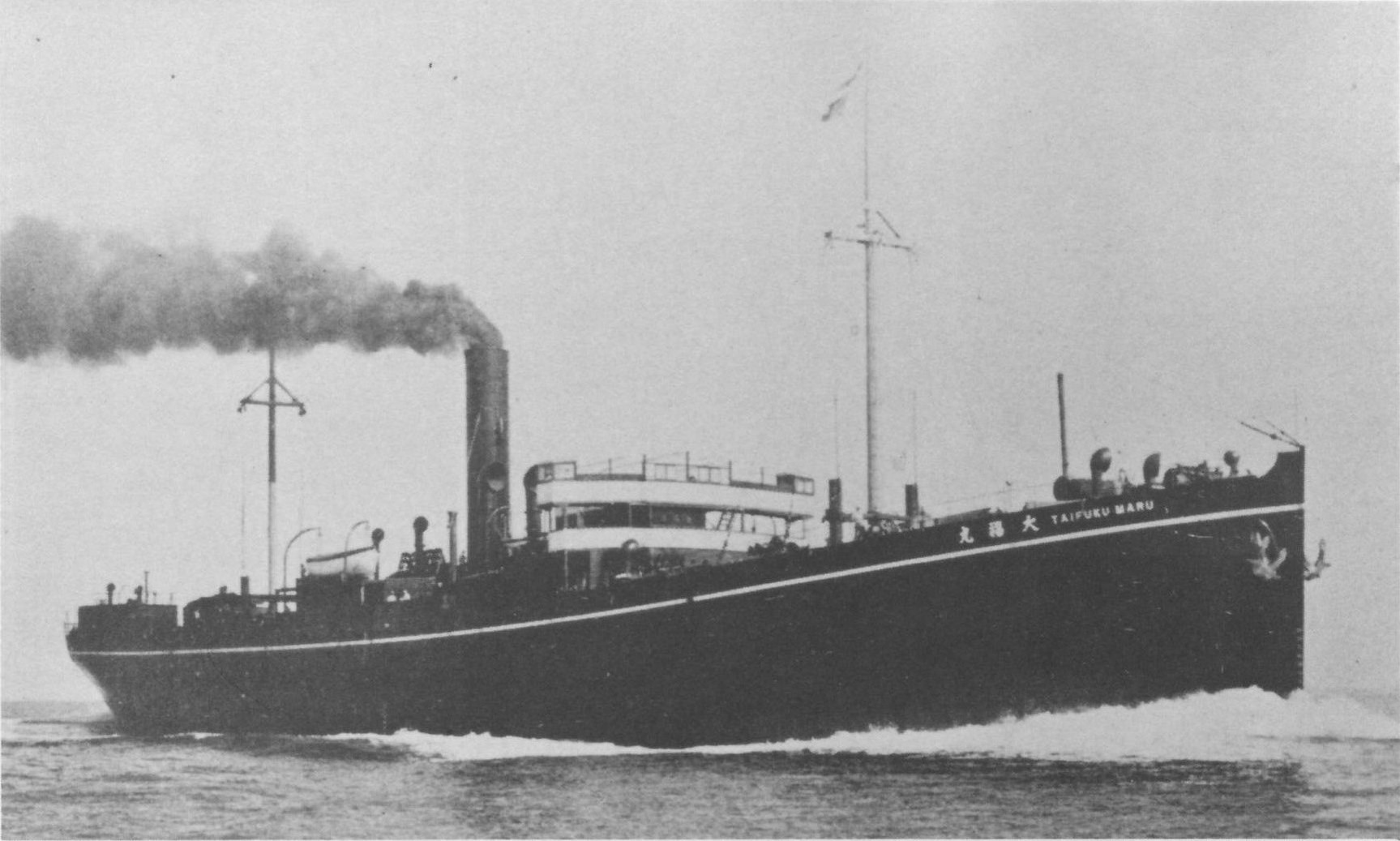
「伯剌西爾丸」と同型の「第一大福丸」

捕虜を含む生存者はオロンガポの海軍基地内にあったテニスコートに数日間収容された。オロンガポに待機中、捕虜は救護品を与えられたものの不衛生な状態に置かれ、また、度重なる虐待により命を落とす者も現れた。やがて、捕虜一行はサンフェルナンドに連れて行かれ、その中の衰弱したり負傷した15名の捕虜は「マニラで治療させる」という名目でトラックに押し込められたあと、移送されることになっていた。しかし実際には15名はサンフェルナンド郊外で斬首されており、近辺の集団墓地に投棄されていたことが明らかになった。残りの捕虜は12月24日から25日にかけて、15両ばかりの貨車で北サンフェルナンドに移送された。1,000名を越える捕虜は2隻の日本の輸送船、「江ノ浦丸」（日本郵船、6,968トン）と「伯剌西爾丸」（大洋興業、5,859トン）に収容される。当初は「伯剌西爾丸」だけで北サンフェルナンドからの輸送を行う予定であったが、のちに「江ノ浦丸」が追加された。2隻に分乗した捕虜は高雄に移されたのち、同地で1945年を迎えた。
捕虜のうち、イギリス人とオランダ人のグループが「伯剌西爾丸」から「江ノ浦丸」に移されたが、のちにはほかの捕虜も全員「江ノ浦丸」に移されることとなった。その間にも捕虜の死亡は相次ぎ、1月1日から4日までの間に「伯剌西爾丸」で5名、「江ノ浦丸」で4名の捕虜が亡くなり、1月6日にも「伯剌西爾丸」乗船中の捕虜のうち10名が亡くなった。1月9日に「江ノ浦丸」が高雄港内で空襲により被弾した際に少なくとも252名が死亡した。残りの捕虜890名のうち450名は「伯剌西爾丸」によって日本に送られて1月29日に門司に到着して九州、朝鮮半島、満州に分散され、3か月以内に100名以上が獄死、一説には福岡県内の5つの捕虜収容所で500名以上が獄死したとされた。残りは台湾に取り残されたままとなった。「鴨緑丸」に収容された捕虜は、12月13日時点で1,600名余いたものの終戦時には約400名にまで減り、1945年8月から9月にかけて九州、朝鮮、満州および台湾の各収容所から解放されていった。

### 裁判・関係者への処断

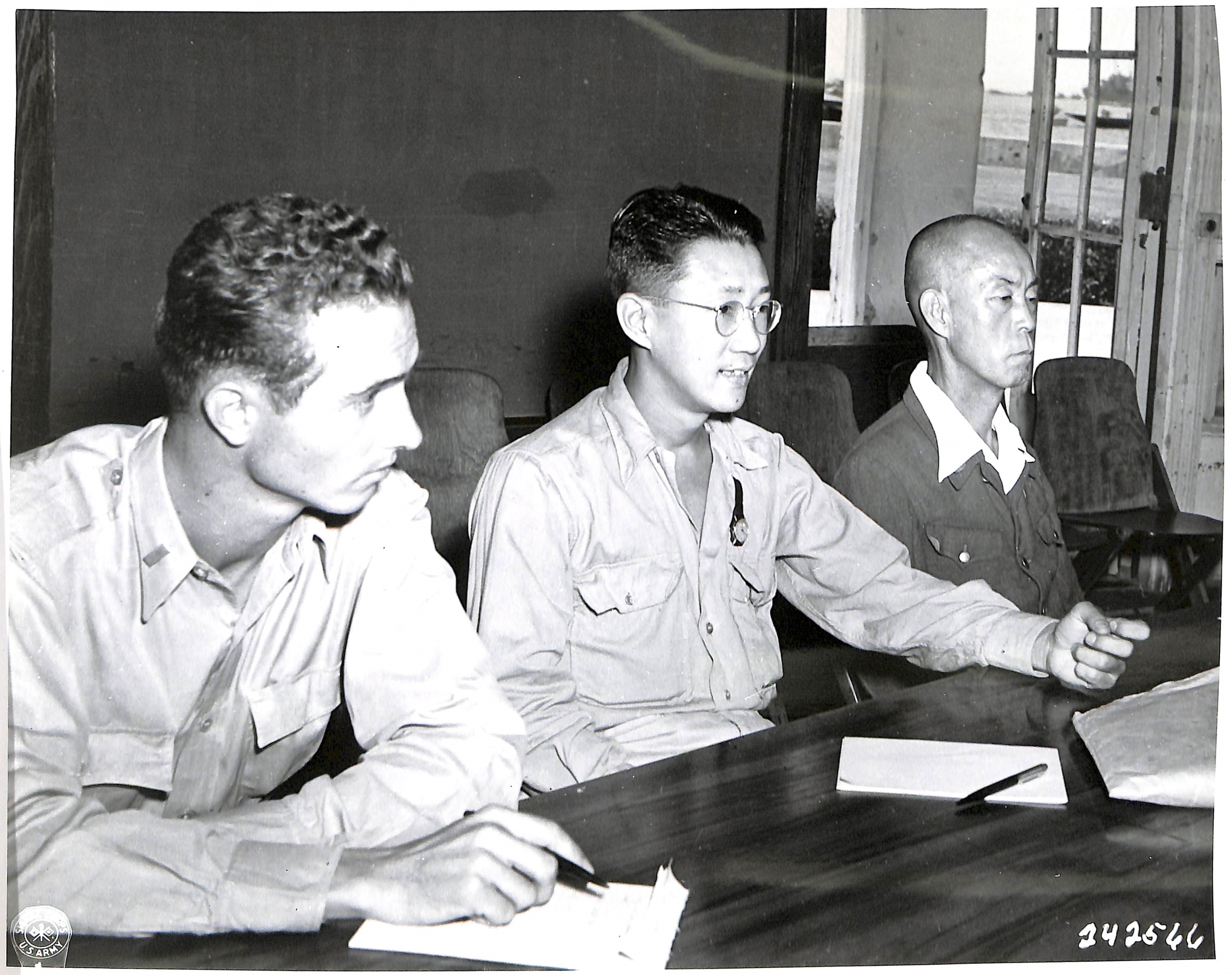
マニラ軍事法廷での洪中将（右端）

一連の「捕虜虐待」は、連合国軍によりBC級戦犯事件として裁かれた。洪中将はマニラ軍事法廷で起訴され、「鴨緑丸」撃沈時の捕虜60名に対する虐殺・虐待の訴因につき有罪判決が下り、絞首刑に処せられた。現場責任者の都子野大尉も「鴨緑丸」への空襲から門司到着までの一連の虐待行為について横浜軍事法廷で起訴され、判決では大部分の訴因につき無罪となったものの、サンフェルナンドでの16名の捕虜殺害につき有罪と認定され、死刑が宣告された。都子野とともにサンフェルナンドでの虐殺に加担した和田通訳も処罰された。和田は捕虜に十分な食糧、水および医療を施すことを上司の圧力によって無視し、結果的に多数の捕虜を死に至らしめたことが有罪となった。和田は裁判で重労働の刑を言い渡され、その他捕虜の警戒にあたっていた高砂義勇隊の兵も懲役刑に処せられた。船長とされた者に関しては、「残虐行為を防ぐための機会がなかった」として無罪となった。茶園義男によれば、横浜軍事法廷では都小野以下9人が「鴨緑丸」関係で起訴されたうち、死刑2人・終身刑1人・有期刑3人・無罪3人となっている。都子野は1948年（昭和23年）8月21日に巣鴨プリズンで絞首刑に処された。
山本は「鴨緑丸」の一件が、洪中将をめぐる裁判において「検察側・弁護側の攻防戦の中心」になったと見ている。

### 慰霊碑
1952年11月11日、アメリカ軍によってオロンガポ市に鴨緑丸の八八式七糎野戦高射砲を再利用したヘルシップ慰霊碑が設立された。慰霊碑には英語による詳細な説明が書かれているが、鴨緑丸は「ORYOKO MARU」と誤った読みで紹介されている。